# Коэн, Спайк
Джереми «Спайк» Коэн (родился 28 июня 1982 года) — американский активист, предприниматель и подкастер. Являлся кандидатом Либертарианской партии на пост вице-президента Соединенных Штатов на выборах 2020 года, выступая в качестве напарника Джо Джоргенсен.
Коэн родился в Балтиморе, штат Мэриленд, в 1982 году. Несмотря на то, что отец Коэна-еврей, он был воспитан как мессианский иудей, включая бар-мицву.